# Claude Faraldo
Claude Faraldo és un actor, director i guionista francès nascut el 23 de març de 1936 al 18è districte de París i mort el 29 de gener de 2008 a Alès.

## Biografia
Fill d'un treballador immigrant italià, Claude Faraldo va tenir diverses feines petites a partir dels 13 anys, inclosa, segons va confiar, la de repartidor del comerciant de vins Nicolas. Volia ser actor i es va unir al cours Simon.Esdevindria el cofundador de la productora ArtMédia amb Évelyne Vidal i Gérard Lebovici.
De formació autodidacta, va dirigir una desena de pel·lícules dispars i originals, inspirades en les seves idees reivindicatives i llibertàries. El seu primer llargmetratge, Bof… Anatomie d'un livreur, és una reivindicació del dret a la mandra. Això li va valer l'encoratjament de Jacques Prévert. Themroc és una farsa anarcoprimitivista que narra la història d'un treballador, interpretat per Michel Piccoli, que es revolta contra el seu cap i es transforma en un home urbà de les cavernes. Hi participen els actors del Café de la Gare, inclosos Romain Bouteille, Coluche, Miou-Miou, Henri Guybet o Patrick Dewaere voluntàriament a la pel·lícula.
Mor d'un atac de cor.

### Família
Claude Faraldo és el germà de Françoise Faraldo, segona dona del cantant Gerry Boulet. També és pare de tres fills (dues filles i un fill). Estava casat amb l'actriu Marie Kéruzoré (1947-1990).

## Filmografia

### Com a actor
- 1969: Ni d'Eve ni d'Adam de Michel Zimbacca
- 1976: Les Fleurs du miel :
- 1981: Le Jardinier
- 1982: Les Enquêtes du commissaire Maigret de Jean-Paul Sassy (sèrie de televisió), episodi : Maigret et l'Homme tout seul : Louis Mahossier
- 1984: Mesrine : Charlie Bauer
- 1988: Blanc de Chine : Rinaldi
- 1993: Maigret : Maigret se défend (telefilm) : Palmari
- 1994: Maigret : La Patience de Maigret d'Andrzej Kostenko (téléfilm) : Palmari
- 1994: L'Ange noir : Aslanian
- 1995: La Rivière Espérance (minisèrie) : Ambroise Debord
- 2006: Mafiosa, le clan (sèrie de televisió) : Ange-Marie Paoli
- 2006: David Nolande (sèrie de televisió): Alexian

### Com a director
- 1965: La Jeune Morte[6]
- 1971: Bof… Anatomie d'un livreur
- 1973: Themroc
- 1975: Tabarnac (documental)
- 1976: Les Fleurs du miel
- 1980: Deux lions au soleil
- 1986: Flagrant Désir
- 1988: La Chaîne (del conte de Michel Drucker), sèrie de televisió
- 1992: Le Serpent vert (telefilm)
- 2000: Merci pour le geste

### Com a guionista
- 1971: Bof… Anatomie d'un livreur
- 1973: Themroc
- 1976: Les Fleurs du miel
- 1980: Deux lions au soleil
- 1980 : Les Manufacturées, Éditions du Square, coll. « Bouquins Charlie », BD amb el dibuixant Georges Pichard
- 1986: Flagrant Désir
- 2000: La Veuve de Saint-Pierre